# 1 Reyes 2
1 Reyes 2 es el segundo capítulo de los Libros de los Reyes de la Biblia hebrea o Primer Libro de los Reyes del Antiguo Testamento de la Biblia cristiana El libro es una compilación de varios anales que registran los actos de los reyes de Israel y Judá por un compilador deuteronómico en el siglo VII a. C., con un suplemento añadido en el siglo VI a. C.. Este capítulo pertenece a la sección que se centra en el reinado de Salomón sobre el reino unificado de Judá e Israel (1 Reyes 1 a 11). Este capítulo se enfoca en el reinado de David y Salomón, los reyes de Israel.

## Texto
Este capítulo fue escrito originalmente en lengua hebrea y desde el siglo XVI se divide en 53 Versículos.

### Testigos textuales
Algunos de los primeros manuscritos que contienen el texto de este capítulo en hebreo pertenecen a la tradición del Texto Masorético, que incluye el Códice de El Cairo (895), el Códice de Alepo (siglo X) y el Códice Leningradensis (1008).
También existe una traducción al griego koiné conocida como Septuaginta, realizada en los últimos siglos a. C.. Los manuscritos antiguos existentes de la versión Septuaginta incluyen el Codex Vaticanus (B; {\displaystyle {\mathfrak {G}}}B; siglo IV) y el Codex Alexandrinus (A; {\displaystyle {\mathfrak {G}}}A; siglo V).  En la mitad del capítulo 2 de 1 Reyes (3 Reyes 2), la Septuaginta del Codex Vaticanus tiene dos largas adiciones, llamadas «Adiciones 1 y 2»:
1. Después del versículo 35 hay 14 Versículos adicionales, tradicionalmente denotados 35a-35o,
2. Después del versículo 46 hay 11 versículos adicionales, denominados 46a-46l..